# Cormocephalus aurantiipes
Cormocephalus aurantiipes är en mångfotingart som först beskrevs av Newport 1844.  Cormocephalus aurantiipes ingår i släktet Cormocephalus och familjen Scolopendridae. Inga underarter finns listade i Catalogue of Life.